# John Charles Frémont
John Charles Frémont (Savannah, 21 gennaio 1813 – New York, 13 luglio 1890) è stato un generale, politico e botanico statunitense.

## Biografia
Militò inizialmente nei ranghi dell'esercito statunitense durante la guerra messico-statunitense. Quando gli Americani conquistarono la California (allora facente parte del Messico) via terra e via mare, l'ufficiale di marina Robert F. Stockton nominò Frémont governatore della regione. Però al contempo un altro generale, Stephen W. Kearny, si era autonominato governatore della regione e ne sorse una disputa con Stockton causata da contrastanti direttive provenienti dal governo di Washington. Alla fine Kearny fu nominato governatore e Frémont fu arrestato e giudicato dalla Corte Marziale degli Stati Uniti.
Prima di dedicarsi alla politica, compì numerose esplorazioni geografiche in cui condusse importanti rilievi naturalistici e botanici negli Stati Uniti occidentali. Nel 1848 effettuò una spedizione alle sorgenti del Rio Grande sul Sangre de Cristo Range (Colorado) dove dieci dei suoi uomini morirono di fame e di freddo. Una volta rientrato a Taos (Nuovo Messico), egli imputò il tragico esito della spedizione alla guida William Williams.
Fu il primo candidato del Partito Repubblicano alle Elezioni presidenziali negli Stati Uniti d'America del 1856, ma fu sconfitto da James Buchanan. Combatté in seguito con l'esercito dell'Unione nel corso della guerra di secessione e poi fu membro del Partito Repubblicano. Tra il 1878 ed il 1881 fu Governatore del Territorio dell'Arizona. Morì nel 1890 di peritonite a New York; venne sepolto presso il cimitero di Rockland, a Sparkill, New York.

## Omaggi e riconoscimenti
- Molte città e località degli Stati Uniti prendono il suo nome: la più nota è Fremont in California, nella Baia di San Francisco.
- In suo onore è stata denominata Toxicoscordion fremontii, una pianta della famiglia Melanthiaceae, tipica dell'Oregon e della California.